# Refugio Shirpala

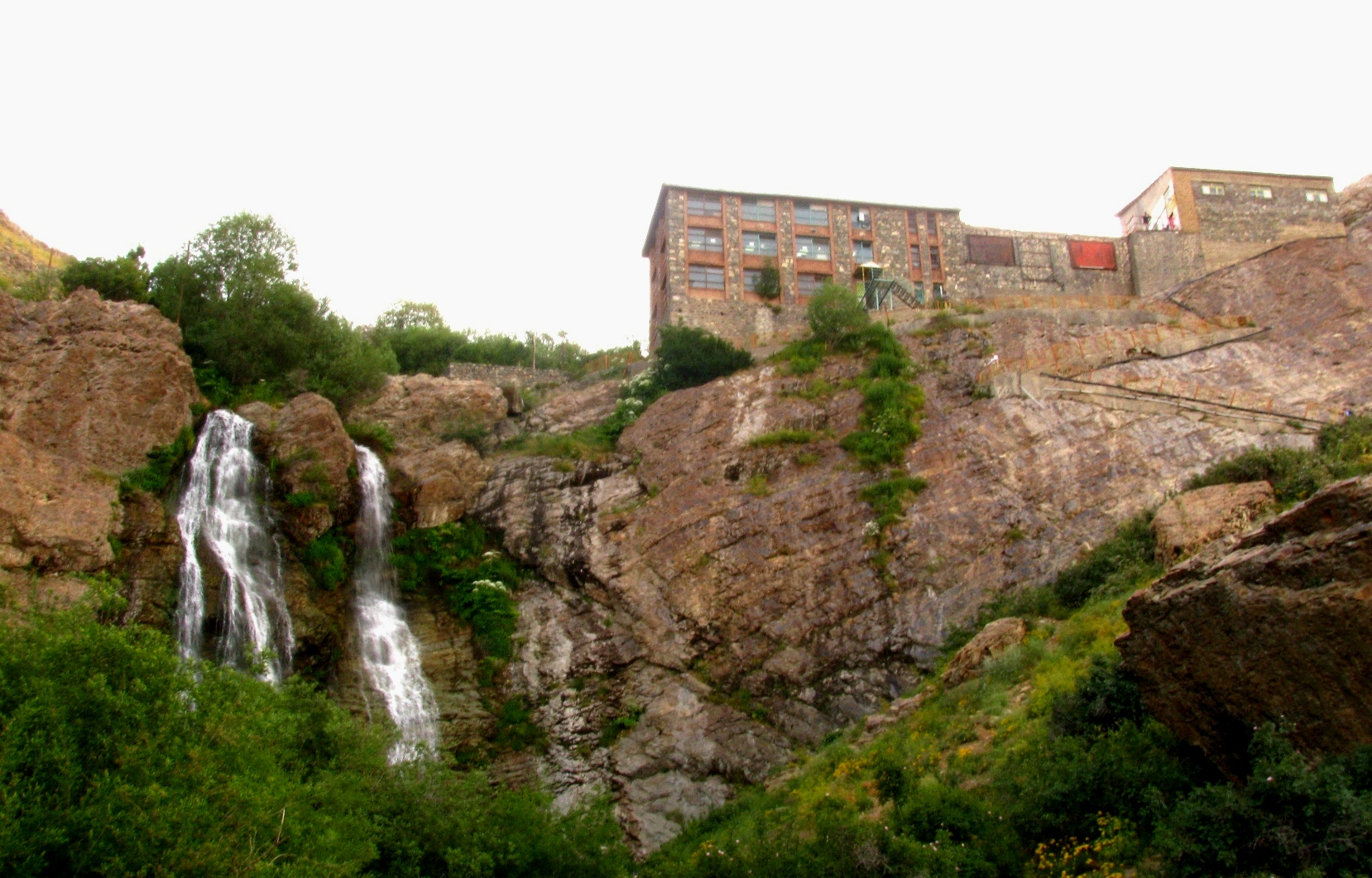
Refugio Shirpala y cascadas gemelas.

El refugio Shirpala es un refugio de montaña  situado en las montañas Alborz, al norte de Teherán metropolitano, Irán.
Está situado a una elevación de 2750 metros sobre el nivel del mar y es accesible vía un paso de ruta a través de Sarband, Pas-Ghaleh y Abshar-dogholu. El trayecto para ascender al monte Tochal desde el refugio dura entre 3 y 4 horas. La construcción del refugio corrió a cargo de la Federación de Escalada de Montaña iraní con la ayuda de la Asociación de Niños Scouts de Irán. El refugio tiene algunos instalaciones básicas como restaurantes, bares, unas pocas habitaciones privadas y dos alojamientos públicos.

## Folclore
Se cree que Kai Kobad, mítico rey iraní, vivió en un fuerte situado en Shirpala antes de ascender al trono con la ayuda de Rostam otro figura mítica iraní.

## Galería de imágenes

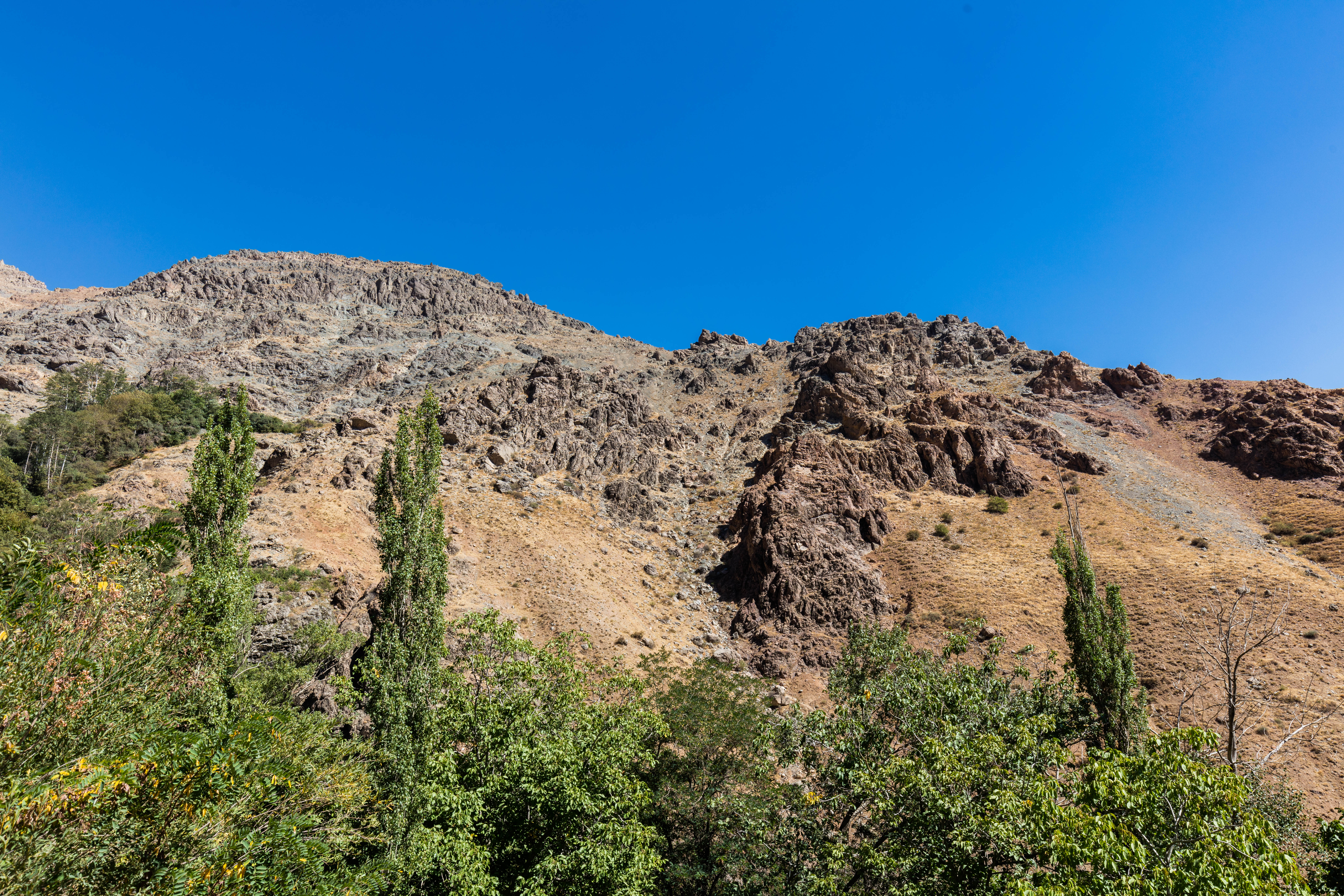
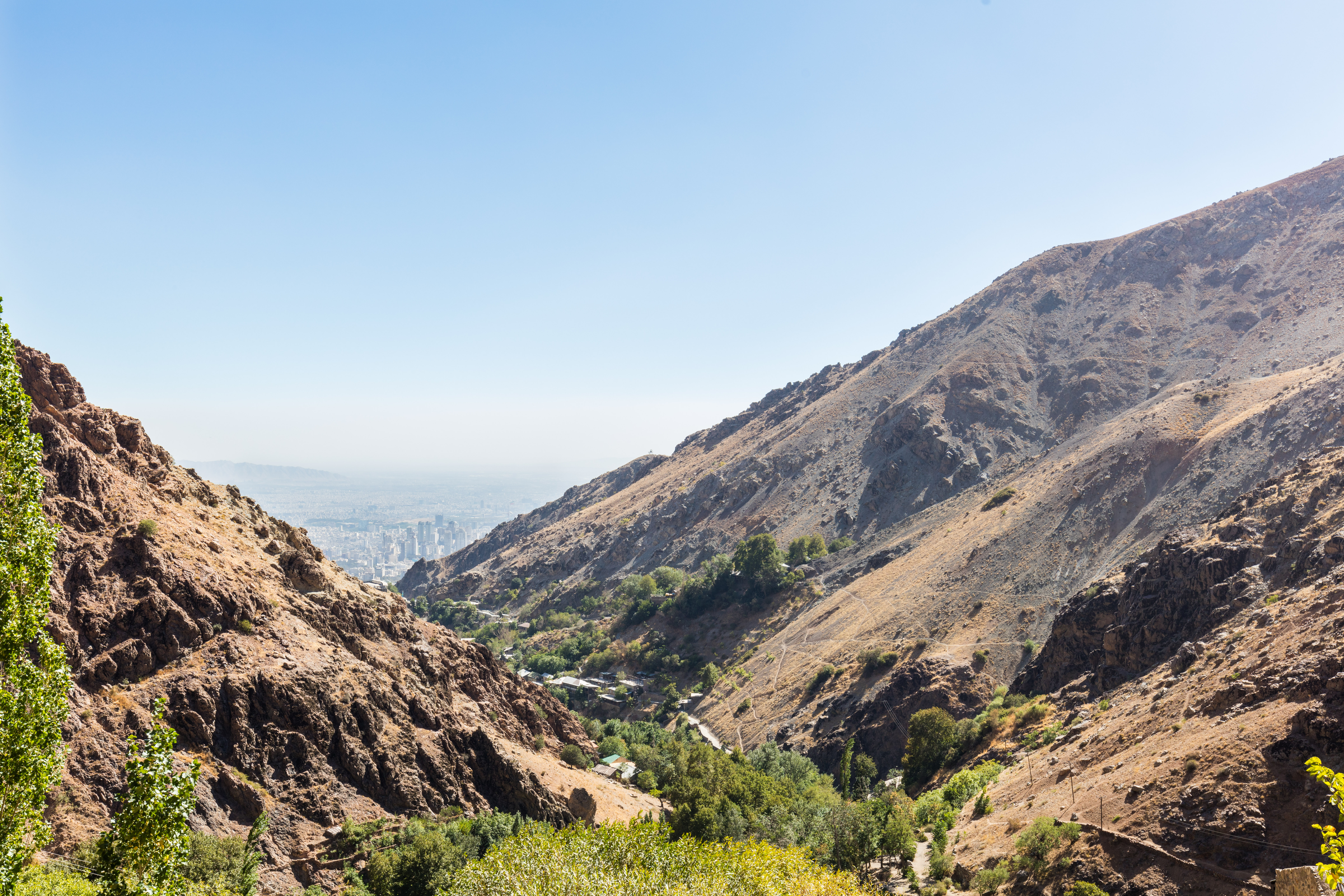
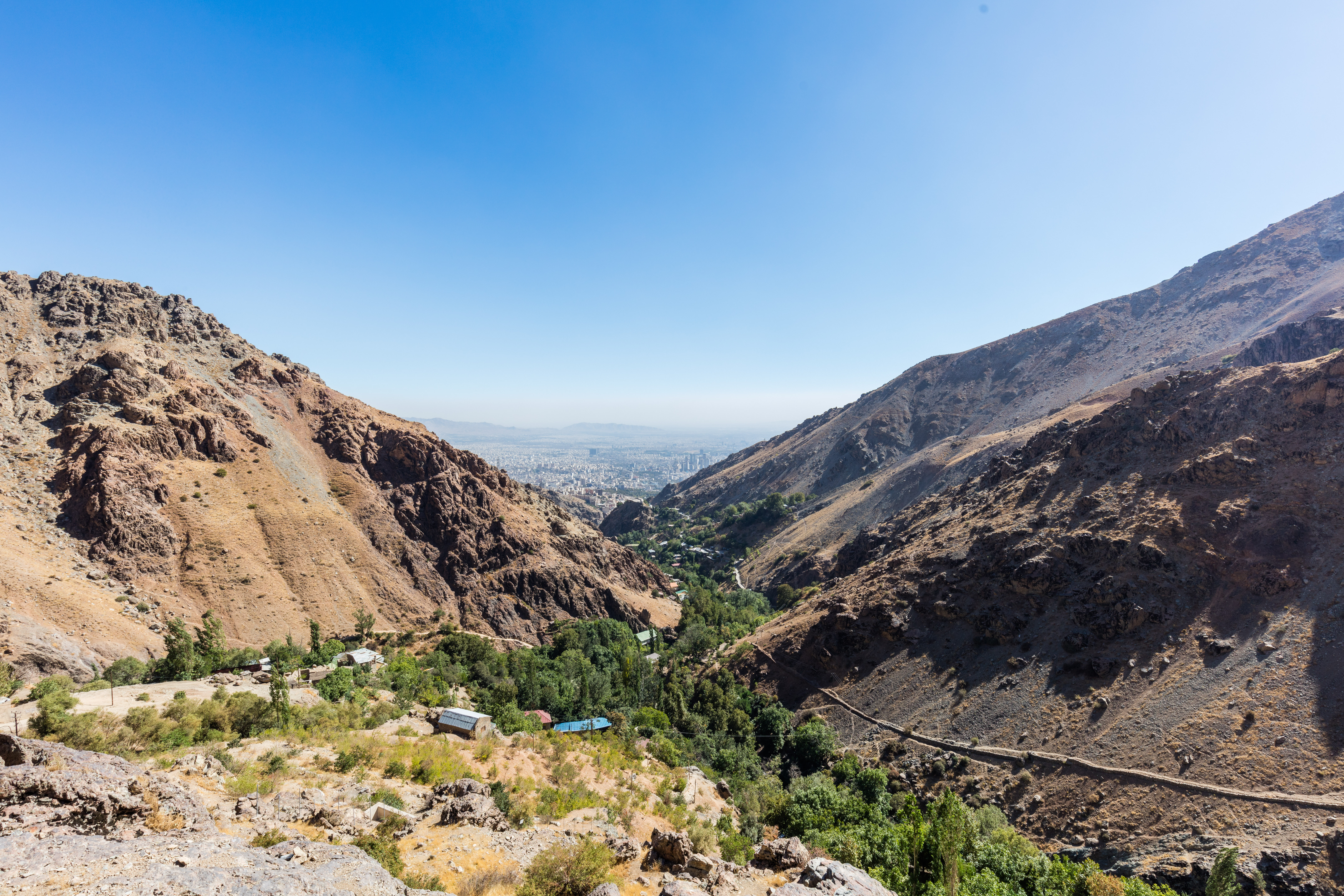
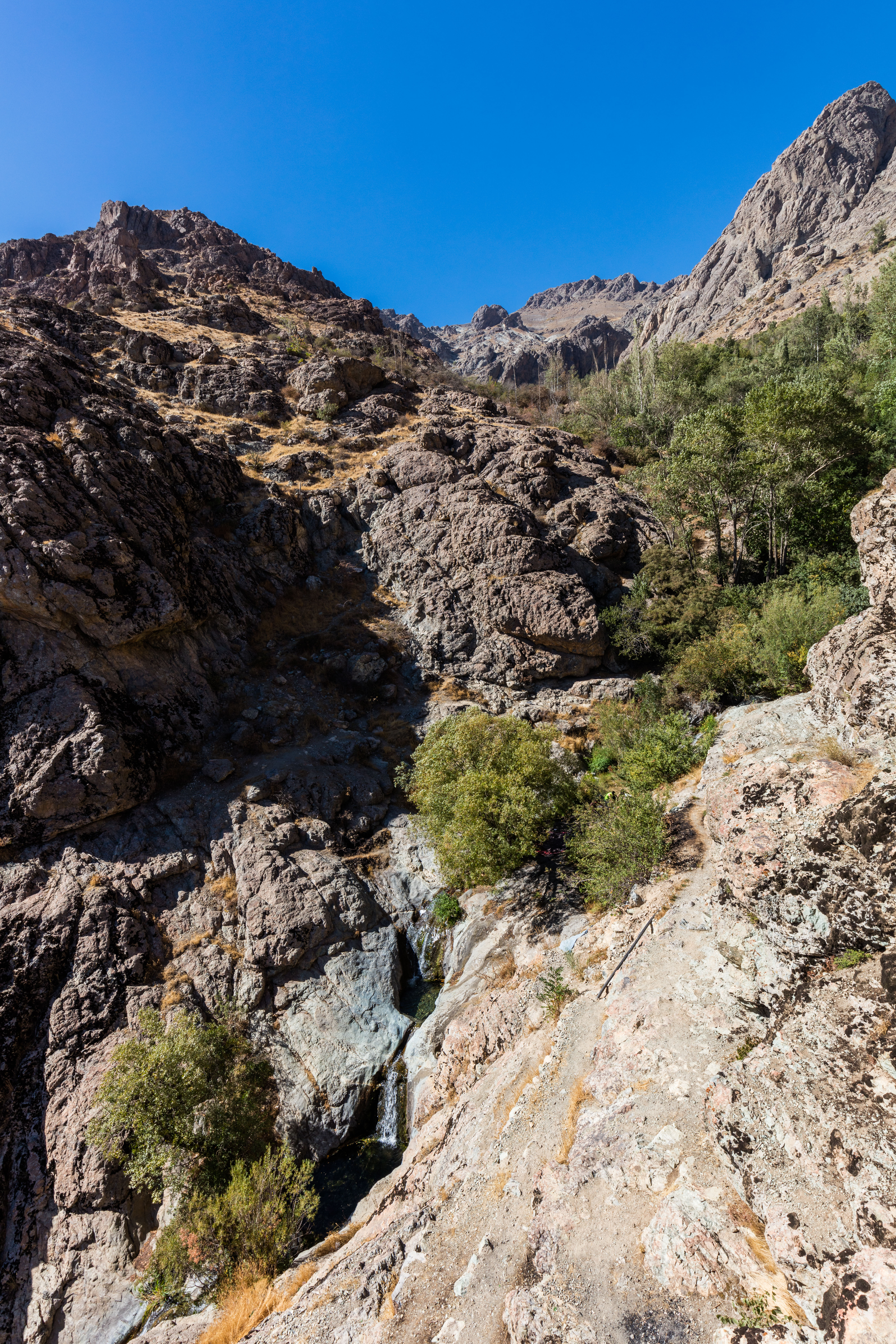
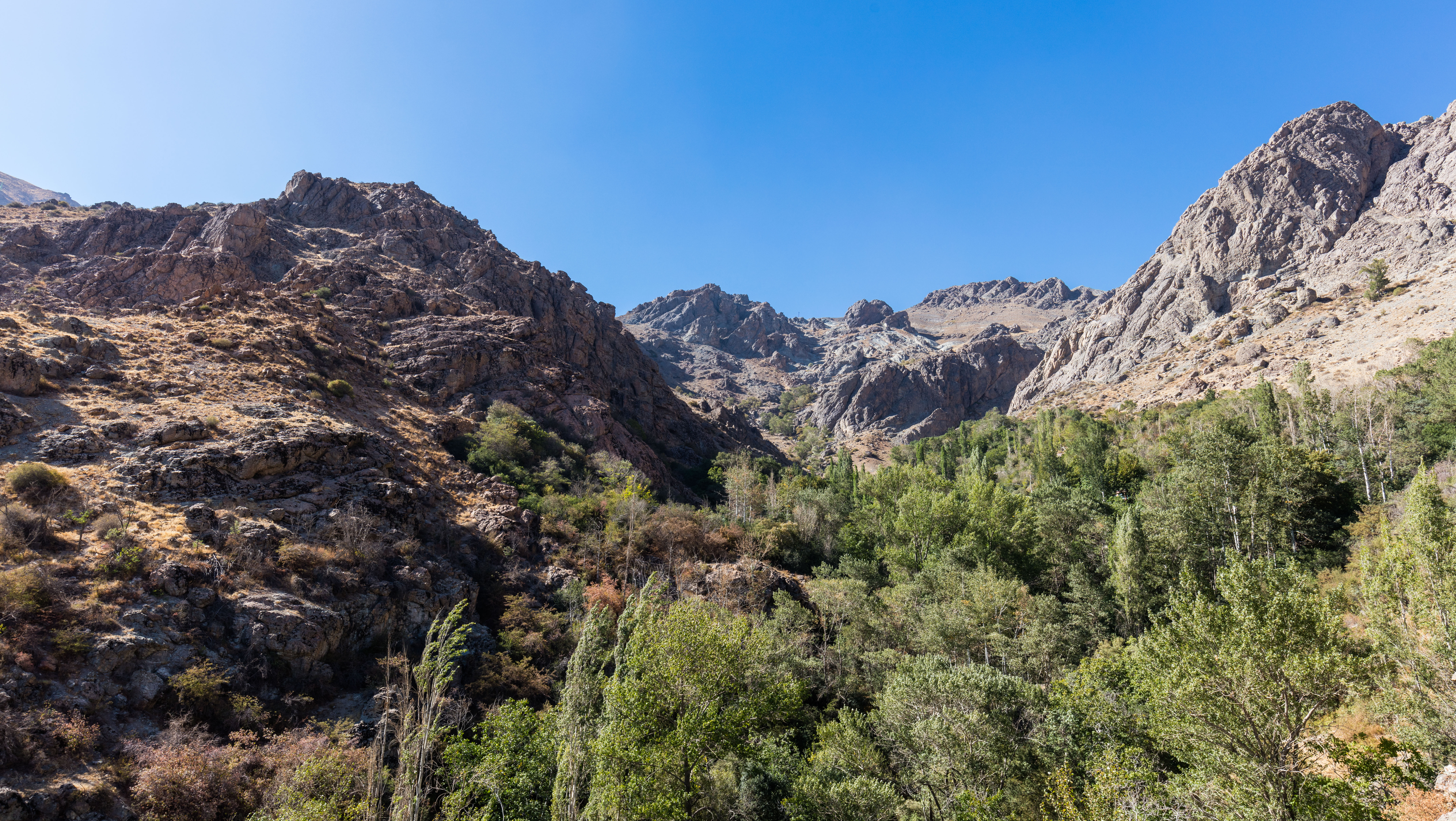